# Форт-Эйншент

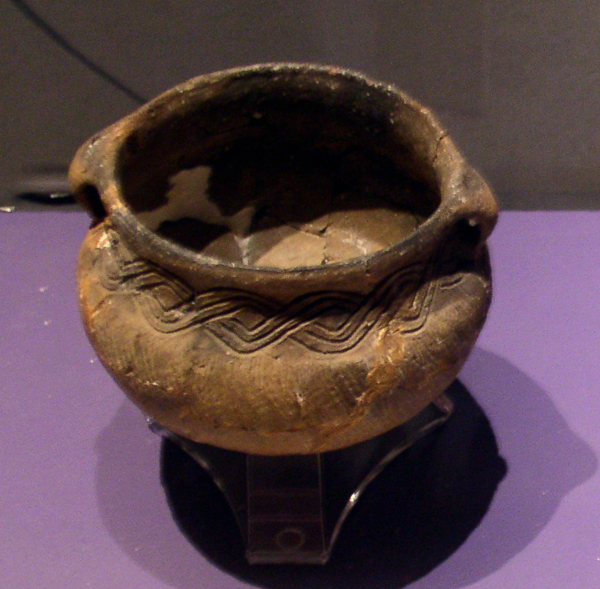
Керамический сосуд, найден в Форт-Эйншент, Огайо

Форт-Эйншент — археологическая культура американских индейцев, существовавшая в период 1000—1650 г. н. э. вдоль реки Огайо на юге современного штата Огайо, севере Кентукки и западе Западной Виргинии. Ранее считалось, что культура Форт-Эйншент входила в состав миссисипской, однако в настоящее время она рассматривается как независимая, происходящая от культуры Хоупвелл (100 г. до н. э. — 500 г. н. э.) и культуры строителей курганов.
Название культуры происходит от города Форт-Эйншент в штате Огайо, где обнаружена их стоянка. При этом в настоящее время считается, что стоянка Форт-Эйншент возникла при более древней культуры Хоупвелл, однако в дальнейшем была заселена культурой Форт-Эйншент. Несмотря на название, археологи не рассматривают стоянку Форт-Эйншент как укрепление, скорее она играла церемониальную роль.

## Археологические данные
Культура Форт-Эйншент возникла около 1400 г. н. э. как местная разновидность потомков одной из групп позднего вудлендского периода в центральном регионе Огайо, которая перешла в основном к сельскохозяйственному образу жизни. Усложнение социально-политической структуры данной культуры может говорить о влиянии из области распространения миссисипской культуры. В то же время, явные различия в керамике являются одним из индикаторов отличия Форт-Эйншент от Миссисипской культуры.
Поселения культуры Форт-Эйншент были расположены вдоль террас на обрывах над реками, реже — на равнинах. Поселения состояли из круглых и/или прямоугольных домов, обращённых лицом к овальной центральной площади. На раннем и среднем этапах существования культуры дома были односемейными, однако позднее стали крупными и многосемейными. Расположение домов в поселениях культуры Форт-Эйншент, согласно одной из гипотез, служило своего рода солнечным календарём, где отмечались положения солнцестояний и других важных календарных событий. Поселения редко были постоянными, обычно переносились на новое место через 1-2 поколения, когда истощались окружающие ресурсы. Центром жизни поселения была площадь, на которой проводились различные церемонии и игры, например, чанки, а также прочие социальные события. На позднем этапе существования поселения были окружены частоколами, что может свидетельствовать о нарастании конфликтов, которые могли стать одной из причин упадка данной культуры.
В настоящее время типичное поселение культуры Форт-Эйншент воссоздано в археологическом парке Сан-Уотч близ города Дейтон в штате Огайо. Парк создан на месте раскопок, в ходе которых обнаружено немало артефактов.
Культура Форт-Эйншент, с большой вероятностью, является создателем крупнейшего из искусственных курганов в США — Серпент-Маунда, согласно новой радиоуглеродной датировке остатков угля в кургане.
Рацион основывался на сельском хозяйстве и охоте и состоял в основном из «трёх сестёр американского сельского хозяйства» — кукурузы, тыквы и бобов — вместе с продуктами охоты и рыболовства.
Представляют интерес земляные сооружения культуры Форт-Эйншент, а также их треугольные наконечники для стрел и пятиугольные кремнёвые ножи.

## Социальная иерархия
В поселениях культуры Форт-Эйншент отсутствовала политическая централизация и социальная элита. Хотя отдельные лица могли возвышаться и получать статус вождей, в целом культура Форт-Эйншент была скорее эгалитарной. Погребальные дары в различных захоронениях редко отличаются друг от друга, что снова говорит о незначительной социальной дифференциации. Предполагается, что общество было организовано по группам (возможно, племенам), основанным на родстве. Если социальная организация была основана на родстве, представляется вероятным, что статус человека был результатом его личных качеств, таких, как умение делиться или обмениваться, быть хорошим охотником или добытчиком, на личной харизме и т. п. Отмечается высокий статус у отдельных лиц — вероятно, они были вождями, организаторами торговли, посредниками в спорах между селениями, возглавляли церемонии (Pollack and Henderson 1992).

## Исчезновение
Обстоятельства исчезновения культуры неясны. Весьма вероятно, что она, как и находившаяся к югу от неё миссисипская культура, понесла серьёзный ущерб в результате эпидемий болезней, занесённых первыми испанскими экспедициями в XVI веке. Существует археологический пробел между последними находками культуры Форт-Эйншент и наиболее ранними стоянками индейцев шони, занимавших ту же территорию к моменту прибытия более поздних, английских и французских экспедиций. С другой стороны, по общему мнению, сходство в материальной культуре, искусстве, мифологии, а также устные предания шони указывают на их происхождение от культуры Форт-Эйншент.